# II Trill
II Trill è il secondo album in studio del rapper Bun B, noto anche come membro del gruppo UGK. Il disco è uscito nel 2008.

## Tracce
1. II Trill (feat. Z-Ro & J. Prince) – 4:19
2. That's Gangsta (feat. Sean Kingston) – 3:52
3. Damn I'm Cold (feat. Lil Wayne) – 4:31
4. You're Everything (feat. Rick Ross, David Banner, 8Ball & MJG) – 4:36
5. I Luv That – 4:02
6. Swang on 'Em (feat. Lupe Fiasco) – 3:21
7. My Block (feat. Jazze Pha) – 4:16
8. Get Cha Issue – 4:11
9. Pop It 4 Pimp (feat. Webbie & Juvenile) – 3:50
10. Good II Me (feat. Mýa) – 4:48
11. Underground Thang (feat. Chamillionaire & Pimp C) – 4:28
12. If I Die II Night (feat. Lyfe Jennings & Young Buck) – 4:15
13. Another Soldier (feat. Mddl Fngz & Kobe) – 4:18
14. If It Was Up II Me (feat. Junior Reid) – 4:57
15. Trill Talk – 0:14
16. Angel in the Sky (feat. Razah) – 4:57
17. II Trill Talk – 0:07
18. Keep It 100 – 4:36